# Jesus curando o homem com hidropisia

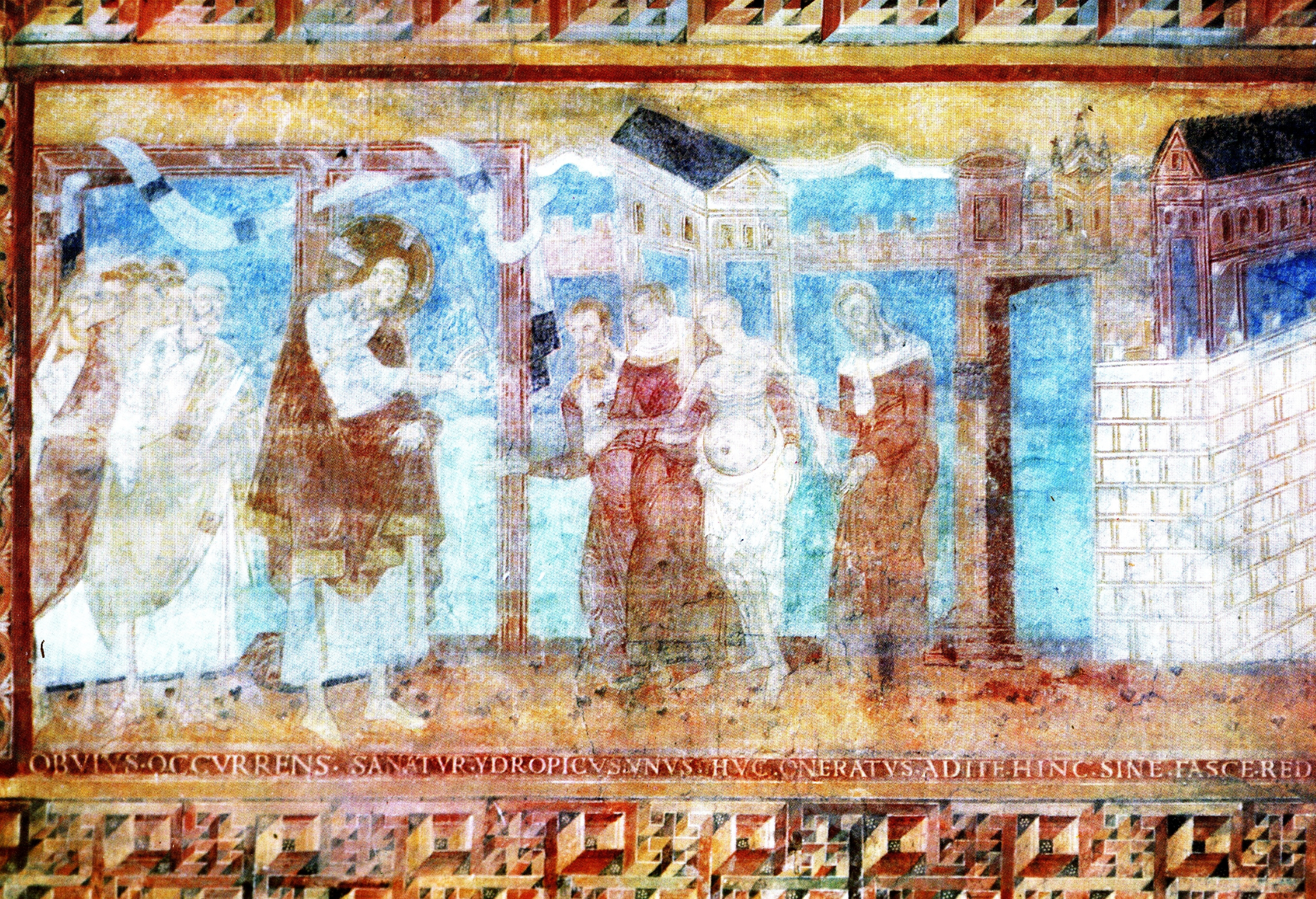
Jesus curando o homem com hidropisia.
Afresco do séc. X.

Jesus curando o homem com hidropisia é um dos milagres de Jesus, relatado apenas em Lucas 14:1–6.

## Narrativa bíblica
De acordo com o Evangelho de Lucas, durante um sabbath, Jesus foi recebido para uma refeição na casa de um proeminente fariseu para ser observado de perto. Lá, à sua frente, estava um homem que sofria de hidropisia, com o corpo inchado pela acumulação de líquidos.
Jesus perguntou aos fariseus e aos doutores da Lei: "É lícito ou não curar no sábado?"
Eles permaneceram em silêncio e, assim, Jesus tomou o homem pelas mãos, curou-o e o mandou ir pra casa. Ao terminar, perguntou-lhes novamente: "Qual de vós, se um filho ou um boi cair num poço, não o tirará logo, mesmo em dia de sábado?"
A resposta novamente foi o silêncio.